# Atimpoku
Atimpoku est une ville située le long du fleuve Volta dans la région orientale du Ghana, et est la capitale du district Asuogyaman.
La ville abrite le pont Adomi, le plus grand pont suspendu du Ghana, et est la plus grande ville sur la route du barrage d'Akosombo, une centrale hydroélectrique qui alimente la majorité des besoins en électricité du Ghana.

## Économie
Les petites et moyennes entreprises viables d'Atimpoku enregistrent des bénéfices annuels compris entre 2 000 GHS et 20 000 GHS.